# Tecuamburro
Tecuamburro és un estratovolcà que es troba al sud de Guatemala, uns 50 quilòmetres al sud-est de la ciutat de Guatemala. S'eleva fins al 1.845 msnm. El Tecuamburro és un estratovolcà d'andesita que es va formar fa uns 38.000 anys dins d'una caldera en forma de ferradura formada en un segon estratovolcà de 100.000 anys d'antiguitat, conegut com a Miraflores. Al nord del volcà hi ha un llac de cràter àcid, al voltant del qual es troben moltes aigües termals, fumaroles i basses de fang. La darrera erupció va tenir lloc vers el 960 aC.